# Glenea partefuscipennis
Glenea partefuscipennis là một loài bọ cánh cứng trong họ Cerambycidae.